# 100 Days (pel·lícula de 2001)
100 Days és una pel·lícula dramàtica de 2001 dirigida per Nick Hughes i produïda per Hughes i Eric Kabera. La pel·lícula és una dramatització dels esdeveniments que van ocórrer durant el genocidi ruandès en 1994. El títol de la pel·lícula és una referència directa de la durada temps que va passar des del començament del genocidi, el 6 d'abril, a la fi del genocidi a mitjans de juliol de 1994.
La pel·lícula va fer la primera pel·lícula sobre el genocidi i se centra en la vida d'un jove refugiada tutsi i els seus intents de trobar seguretat mentre s'està produint el genocidi. Va ser rodada als llocs on es va produir el genocidi ruandès.